# BNP Paribas Katowice Open 2014
BNP Paribas Katowice Open 2014 — жіночий тенісний турнір played on indoor hard courts. It is the 2nd edition of the BNP Paribas Katowice Open, in the International category в рамках Туру WTA 2014. It will take place at Spodek arena in Катовиці, Poland, з 7 квітня до 13 квітня 2014 року.

## Points and Prize Money

### Розподіл очок
| Дисципліна              | П   | Ф   | ПФ  | ЧФ | 1/8 | 1/16 | Q   | Q3  | Q2  | Q1  |
| Жінки, одиночний розряд | 280 | 180 | 110 | 60 | 30  | 1    | 18  | 14  | 10  | 1   |
| Жінки, парний розряд    | 280 | 180 | 110 | 60 | 1   | Н/Д  | Н/Д | Н/Д | Н/Д | Н/Д |

### Розподіл призових грошей
| Дисципліна              | П       | F       | ПФ      | ЧФ     | 1/8    | 1/16   | 1/32   | Q2   | Q1   |
| Жінки, одиночний розряд | $43,000 | $21,400 | $11,300 | $5,900 | $3,310 | $1,925 | $1,005 | $730 | $530 |
| Жінки, парний розряд    | $12,300 | $6,400  | $3,435  | $1,820 | $960   | Н/Д    | Н/Д    | Н/Д  | Н/Д  |

## Учасниці основної сітки в одиночному розряді

### Сіяні
| Країна     | Гравчиня             | Рейтинг1 | Сіяна |
| ---------- | -------------------- | -------- | ----- |
| Польща     | Агнешка Радванська   | 3        | 1     |
| Італія     | Роберта Вінчі        | 16       | 2     |
| Іспанія    | Карла Суарес Наварро | 17       | 3     |
| Франція    | Алізе Корне          | 23       | 4     |
| Чехія      | Клара Коукалова      | 31       | 5     |
| Австрія    | Івонн Мейсбургер     | 37       | 6     |
| Словаччина | Магдалена Рибарикова | 38       | 7     |
| Болгарія   | Цветана Піронкова    | 42       | 8     |

- 1 Рейтинг подано станом на 31 березня 2014.

### Інші учасниці
Нижче наведено учасниць, які отримали вайлд-кард на участь в основній сітці:
- Алізе Корне
- Магдалена Френх
- Крістина Плішкова

Такі тенісистки потрапили в основну сітку як a special exempt into the singles main draw:
- Йована Якшич

Нижче наведено гравчинь, які пробились в основну сітку через стадію кваліфікації:
- Віра Душевіна
- Клер Феерстен
- Крістіна Кучова
- Ксенія Первак

### Відмовились від участі
До початку турніру
- Кірстен Фліпкенс (травма гомілковостопного суглобу) --> її замінила Андреа Главачкова
- Полона Герцог --> її замінила Алісон ван Ейтванк
- Марія Тереса Торро Флор --> її замінила Весна Долонц

## Учасниці в парному розряді

### Сіяні
| Країна   | Гравчиня         | Країна   | Гравчиня          | Рейтинг1 | Сіяна |
| -------- | ---------------- | -------- | ----------------- | -------- | ----- |
| Чехія    | Клара Коукалова  | Румунія  | Моніка Нікулеску  | 73       | 1     |
| Хорватія | Дарія Юрак       | США      | Меган Мултон-Леві | 99       | 2     |
| Австрія  | Сандра Клеменшиц | Словенія | Андрея Клепач     | 119      | 3     |
| Японія   | Аояма Сюко       | Чехія    | Рената Ворачова   | 120      | 4     |

- 1 Рейтинг подано станом на 31 березня 2014.

### Інші учасниці
The following pairs received wildcards into the main draw:
- Магдалена Френх /  Зузанна Мацєєвська
- Клаудія Янс-Ігначик /  Ралука Олару

Нижче наведено пари, які отримали місце в основній сітці як заміни:
- Вероніка Капшай /  Теодора Мирчич

### Відмовились від участі
До початку турніру
- Таміра Пашек (left rib injury)

## Переможниці

### Одиночний розряд
- Алізе Корне —  Каміла Джорджі, 7–6(7-3), 5–7, 7–5

### Парний розряд
- Юлія Бейгельзимер /  Ольга Савчук —   Клара Коукалова /  Моніка Нікулеску, 6–4, 5–7, [10–7]